# Rolf Sperling (Kameramann)
Rolf Sperling (geb. 17. April 1926) ist ein deutscher Kameramann, der vor allem mit DEFA-Trickfilmen und Dokumentarfilmen bekannt wurde.

## Leben
Rolf Sperling war Mitbegründer des Dresdner Trickfilmstudios der DEFA, wo er Ende der 1940er Jahre mit „Peterchens Mondfahrt“ begann. Während Gerhard Behrendt für die Puppengestaltung und Dramaturgie verantwortlich zeichnete, übernahm Sperling den technischen Aufbau des Studios für Trickfilmaufnahmen. In den 1950er Jahren arbeitete Sperling als Kameramann mit Walter Heynowski beim Deutschen Fernsehfunk zusammen und entwarf mit Karikaturisten Formen des Filmtricks, deren Entwicklung später stilprägend für Heynowskis Arbeiten wurden. 1958 unternahmen sie eine Drehreise in die Vereinigten Arabischen Emirate um über dortige politische Karikaturen zu berichten. 1959 erschien ein spöttisches Auslandsfeature der beiden über Charles de Gaulle bei den Nationalratswahlen in Frankreich 1958, der als Kandidat des Großkapitals charakterisiert wurde. Auch an Heynowskis erstem Dokumentarfilm „Mord in Lwow“ wirkte Sperling mit. Von 1962 bis 1971 führte Sperling Regie für die Zeichentrickfilmreihe „Fakten und Figuren“ in der vor allem wirtschaftliche und wissenschaftliche Leistungen der DDR herausgestellt wurden.

## Filmografie (Auswahl)
- 1953: Der Hemmschuh
- 1953: Die Streichholzballade
- 1953: Frau Holle
- 1954: Blinder Alarm
- 1954: Till Eulenspiegel und der Bäcker von Braunschweig
- 1955: Till Eulenspiegel als Türmer
- 1955: Das vergessene Püppchen
- 1955: Blinder Alarm
- 1956: Schnaken und Schnurren – Der hohle Zahn / Die Rutschpartie
- 1956: Des Kaisers neue Kleider
- 1958: Reigenringeleien
- 1958: Nahost unverschleiert
- 1958: Politisches Poem
- 1958: Eine schöne Bescherung
- 1959: Der Augenzeuge 1959/A 67
- 1959: Wie geht’s, Marianne
- 1959: Hoppla, jetzt kommt Willy!
- 1959: Genfer Auslese
- 1961: Aktion J – Ein Film der Beweise
- 1961: Die Anatomie des Dr. A
- 1961: Der Schneesturm
- 1967: Fakten und Figuren – Lebensbaum

## Auszeichnungen
- 1960: Heinrich-Greif-Preis I. Klasse mit dem Kollektiv „Kabale und Liebe“  für die Dokumentation „Mord in Lwow“[5]
- 1967: Nationalpreis für Kunst und Literatur III. Klasse mit dem Kollektiv der Fernsehdokumentation „Kämpfer und Sieger“[6]
- 1968: Silberne Taube des Internationales Leipziger Festival für Dokumentar- und Animationsfilm für „Fakten und Figuren – Lebensbaum“[7]
- 1980: Kunstpreis des FDGB mit dem Kollektiv der Arbeitsgruppe Geschichte im Fernsehen der DDR für die elfteilige szenisch-dokumentarische Sendung „Marx und Engels – Stationen ihres Lebens“[8]